# Jour de paye
Cet article concerne le film. Pour le jeu de société, voir La Bonne Paye.
Pour plus de détails, voir Fiche technique et Distribution.
Jour de paye (Pay Day) est un film muet américain réalisé par Charlie Chaplin, sorti en 1922.

## Synopsis
Un ouvrier travaille sur le chantier de construction d'une maison.

## Fiche technique
- Titre original : Pay Day
- Titre français : Jour de paye
- Réalisation : Charlie Chaplin, assisté de Charles Reisner (non crédité)
- Scénario : Charlie Chaplin
- Direction artistique : Charles D. Hall
- Costumes : Mother Vinot
- Photographie : Roland Totheroh
- Musique : Charlie Chaplin
- Production : Charlie Chaplin
- Société(s) de production : First National Pictures
- Société(s) de distribution : First National Pictures
- Pays de production :  États-Unis
- Langue originale : muet
- Genre : Comédie
- Durée : 28 minutes
- Dates de sortie :
  - États-Unis : 2 avril 1922

## Distribution
- Charlie Chaplin : l'ouvrier
- Phyllis Allen : sa femme
- Mack Swain : le chef d'équipe

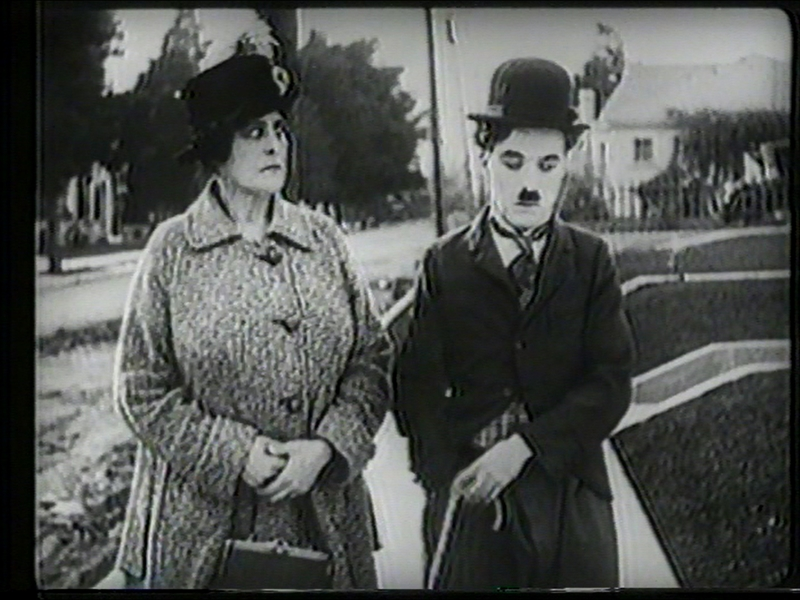
Charlie Chaplin et Phyllis Allen.

- Edna Purviance : la fille du chef d'équipe
- Sydney Chaplin : l'ami de Charlie / le propriétaire du snack
- Albert Austin : un ouvrier
- John Rand : un ouvrier
- Loyal Underwood : un ouvrier
- Henry Bergman : un compagnon de beuverie
- Al Ernest Garcia : un compagnon de beuverie et policier